# Ada Alessandrini
Ada Alessandrini (Terni, 20 dicembre 1909 – Roma, 26 agosto 1991) è stata una partigiana, politica, saggista e bibliotecaria italiana.

## Biografia
Nata a Terni nel 1909, nel 1932 conseguì la laurea in lettere con una tesi sull'influsso esercitato da santa Caterina da Siena per il ritorno dei papi da Avignone. Frequentò il corso biennale della Scuola vaticana di paleografia diplomatica e archivistica dell'Archivio Vaticano e dal 1942 lavorò nella biblioteca Corsiniana, di cui divenne vice direttrice.
Partecipò alla Resistenza romana nella formazione partigiana Democrazia del lavoro, occupandosi della diffusione della propaganda antifascista e l'occultamento dei perseguitati politici e razziali. Profondamente cattolica, dopo la liberazione si iscrisse alla Democrazia Cristiana, uscendone però dopo la rottura del Tripartito (l'alleanza di governo DC-PCI-PSI) nel 1947.
Insieme a Guido Miglioli diede vita al Movimento cristiano per la pace che partecipò alla formazione del Fronte democratico popolare, di cui fu membro della presidenza e candidata (non eletta) alle elezioni del 18 aprile 1948. Partecipò alla costituzione del Movimento unitario dei cristiani progressisti; mentre già dal 1947 era stata eletta membro del comitato direttivo dell'Unione donne italiane, nella cui Commissione culturale lavorò durante gli anni Cinquanta. Sempre con Miglioli fu tra i promotori italiani del Movimento mondiale dei partigiani della pace, costituitosi ufficialmente a Parigi nel 1949. A nome dell'UDI, della Fédération démocratique des femmes (di cui era membro del consiglio dal 1948), dei Partigiani della pace, Alessandrini partecipò a iniziative in favore della pace, con comizi, manifestazioni popolari, sottoscrizioni, ecc. Si presentò nel 1952 nella "Lista cittadina" per le elezioni amministrative di Roma e l'anno successivo alle elezioni della seconda legislatura nella lista del Movimento socialista cristiano, senza riuscire eletta pur avendo avuto il maggior numero di suffragi nel suo gruppo. Nel corso degli anni partecipò come delegata a molti congressi del Movimento mondiale della pace, della FDIF, dell'UDI e del Comitato italiano per la pace.
Negli anni Sessanta, accantonata l'intensa vita politica, riprese l'attività di ricerca nell'ambito dell'Accademia nazionale dei Lincei, pubblicando saggi, lavori catalografici e curando mostre documentarie. Tornò alla politica impegnandosi nelle campagne per l'abrogazione della legge sul divorzio prima, che comporterà le sue dimissioni dall'UDI, e sull'interruzione di gravidanza poi. Negli ultimi anni si riavvicinò alle organizzazioni antifasciste e partigiane.

## Archivio
Il fondo Ada Alessandrini è stato depositato dagli eredi, su suggerimento di Antonio Parisella, presso la Fondazione Lelio e Lisli Basso negli anni Novanta ed è stato dichiarato di notevole interesse storico dalla Soprintendenza archivistica per il Lazio con provvedimento del 29 marzo 1996.

## Opere
(parziale)
- Un prezioso codice corsiniano di origine francescana: Speculim humanae salvationis 1324, Miscellanea Francescana, 1959.